# Paavo Jaale
Paavo "Pekka" Jaale, tidigare Johansson, född 21 oktober 1895 i Helsingfors, död 5 december 1983 i Helsingfors, var en finländsk friidrottare.
Johansson blev olympisk bronsmedaljör i spjutkastning vid sommarspelen 1920 i Antwerpen.